# Around the Fur
Around the Fur é o segundo álbum de estúdio da banda americana de metal alternativo Deftones, lançado em 28 de Outubro de 1997, pela Maverick Records.

## Composição
Around the Fur foi descrito como metal alternativo, nu metal, e post-hardcore. O guitarrista Stephen Carpenter refletiu desde então:
| “                   | "Nós realmente não prestamos muita atenção a isso. Lembro-me de quando esses nomes de subgêneros não existiam. Era apenas metal. Então, não acho que tomamos a decisão de nos afastar [do nu metal] - nunca prestamos atenção ao que os outros estavam fazendo. Apenas fizemos o que achamos certo e tentamos fazer um álbum matador." | ” |
| — Stephen Carpenter | |   |

O produtor Terry Date afirmou que a banda queria se tornar "mais sofisticada" com Around the Fur. Liricamente, grande parte do álbum aborda tópicos como percepção juvenil, angústia existencial, sexo, romance, violência, morte de entes queridos e rompimentos.

## Crítica
| Críticas profissionais            | Críticas profissionais |
| Avaliações da crítica             | Avaliações da crítica  |
| Fonte                             | Avaliação              |
| --------------------------------- | ---------------------- |
| AllMusic                          | [ 7 ]                  |
| The Encyclopedia of Popular Music | [ 8 ]                  |
| Kerrang!                          | [ 9 ]                  |
| Pitchfork                         | 7.8/10                 |
| The Rolling Stone Album Guide     | [ 11 ]                 |

O álbum recebeu críticas positivas de críticos musicais. Greg Corrao, da CMJ New Music Monthly, comentou em novembro de 1997: "Este festival de ruído contundente encontra a banda mais uma vez promovendo a causa do rock pesado e contundente, também defendido por nomes como Soundgarden, Helmet e Kyuss",  acrescentando ainda que, "Essas sensibilidades pesadas são combinadas com o gemido ansioso do vocalista Chino Moreno, permitindo que a banda crie [seu] próprio tipo de sub-metal." Ele concluiu sua análise afirmando que, "Com Around the Fur, Deftones conquistou seu próprio lugar no caminho difícil da música pesada em direção ao ano 2000."  Em uma revisão retrospectiva, o crítico da AllMusic Stephen Thomas Erlewine escreveu: "Deftones explora a mesma vibração do metal alternativo de Korn e L7, e embora não tenham riffs cativantes ou um som totalmente desenvolvido, Around the Fur sugere que eles estão prestes a se tornarem seus próprios". James P. Wisdom da Pitchfork descreveu as canções do álbum como "melodias intensas e ásperas", enquanto a Punknews.org pensou que o álbum "apresentou uma banda ciente de suas falhas, estrutura e abordagem lírica, e assim alcançou uma grande melhoria geral nessas áreas". Robert Christgau foi menos receptivo, descartando-o como um "fracasso".

## Faixas
| N.º            | Título                          | Duração |  |
| 1.             | "My Own Summer (Shove It)"      | 3:35    |  |
| 2.             | "Lhabia"                        | 4:11    |  |
| 3.             | "Mascara"                       | 3:45    |  |
| 4.             | "Around the Fur"                | 3:31    |  |
| 5.             | "Rickets"                       | 2:42    |  |
| 6.             | "Be Quiet and Drive (Far Away)" | 5:08    |  |
| 7.             | "Lotion"                        | 3:57    |  |
| 8.             | "Dai the Flu"                   | 4:36    |  |
| 9.             | "Headup (ft. Max Cavalera)"     | 5:12    |  |
| 10.            | "MX (incluindo faixas ocultas)" | 37:19   |  |
| Duração total: | Duração total:                  | 73:56   |  |

## Pessoal
Créditos adaptados das notas do encarte de Around the Fur.
Deftones
- Chino Moreno – vocais
- Stephen Carpenter – guitarra
- Chi Cheng – baixo
- Abe Cunningham – bateria

Pessoas adicionais
- Frank Delgado – toca-discos em "My Own Summer (Shove It)", "Around the Fur", "Dai the Flu", "Headup" e "MX"
- Max Cavalera – vocais adicionais e guitarra em "Headup"
- Annalynn Cunningham – vocais adicionais em "MX"

Produção
- Terry Date – produção, mixagem, gravação
- Ulrich Wild – mixagem, gravação, edição digital
- Matt Bayles – assistente de Terry Date
- Steve Durkee – assistente de Ulrich Wild
- Ted Jensen – masterização
- Rick Kosick – fotografia
- Kevin Reagan – direção de arte, design